# Maud Alpi
Pour les articles homonymes, voir Alpi.
Maud Alpi est une réalisatrice française née en 1980.

## Biographie
Maud Alpi a suivi des études de philosophie à l'ENS de Fontenay Saint-Cloud et de cinéma avant d'entreprendre la réalisation de plusieurs courts métrages.
Son premier long métrage, Gorge cœur ventre, « tourné comme un documentaire » dans un abattoir, a été récompensé par le Prix Louis-Delluc en 2016.

## Filmographie

### Courts métrages
- 2004 : Le Fils de la sorcière
- 2008 : Lucas sur terre
- 2009 : Nice
- 2011 : Courir
- 2015 : Drakkar

### Long métrage
- 2016 : Gorge cœur ventre

## Distinctions
- 2016 : Prix Louis-Delluc du premier film pour Gorge cœur ventre[4]
- Prix Swatch Art Peace Hotel award au festival de Locarno 2016.